# Heike Henkel
Heike Henkel, geboren als Heike Redetzky (Kiel, 5 mei 1964) is een voormalige Duitse hoogspringster, die tot de beste hoogspringsters ter wereld behoorde. In 1992 sprong ze een wereldindoorrecord van 2,07 m, dat pas veertien jaar later verbeterd werd door Kajsa Bergqvist. Ze nam driemaal deel aan de Olympische Spelen en werd eenmaal olympisch kampioene. Daarnaast werd zij binnen én buiten zowel Europees als wereldkampioene.

## Biografie

### Jeugd
Heike Redetzky deed in haar jeugd al aan turnen, schermen en basketbal, toen zij daarnaast ook de atletieksport oppakte. Hierin trad zij al gauw op internationaal niveau voor het voetlicht, want in 1981 werd zij vijfde bij het hoogspringen tijdens de Europese jeugdatletiekkampioenschappen in Utrecht. Haar definitieve doorbraak kwam echter drie jaar later, toen zij bij de Duitse kampioenschappen met een sprong over 1,84 de titel voor de neus van oud-olympisch kampioene Ulrike Meyfarth wegkaapte, die overigens dezelfde hoogte haalde. Later dat jaar trok Meyfarth de onderlinge verhoudingen echter weer recht, toen die op de Olympische Spelen van 1984 in Los Angeles met een sprong over 2,02 haar tweede olympische titel veroverde, terwijl Redetzky niet verder kwam dan een elfde plaats met 1,85.
Een jaar later werd Heike Redetzky echter zowel in- als outdoor Duits kampioene.

### Overstap
Na die winter te zijn overgestapt van TSV Bayer 04 Leverkusen naar LG Bayer Leverkusen, waar zij ging trainen bij Gerd Osenberg, die eerder Heide Rosendahl en Ulrike Meyfarth naar olympische titels had geleid, lieten successen niet lang op zich wachten. In de jaren die volgden veroverde Redetzky een zesde plaats op de Europese kampioenschappen van 1986, een vijfde op de Europese- en opnieuw een zesde op de wereldindoorkampioenschappen, gevolgd door alweer een zesde plaats op de wereldkampioenschappen van 1987 in Rome. Bij dit laatste resultaat had zij inmiddels al wel de hoogte van 1,96 bereikt.
In 1988 veroverde zij vervolgens haar eerste internationale medaille. Bij de EK indoor in Boedapest werd zij met haar beste sprong van 1,97 gedeeld tweede achter de Bulgaarse Stefka Kostadinova. Op de Olympische Spelen in Seoel dat jaar slaagde zij er echter niet in om haar inmiddels tot de hoogte van 1,98 opgeschroefde PR op het belangrijkste moment van het jaar om te zetten in een finaleplaats en bleef zij in de kwalificatieronde van het toernooi steken.
Beter verging het haar in 1989, tijdens de WK indoor die, net als de EK indoor van het jaar ervoor, in Boedapest plaatsvond. Ze veroverde er bij het hoogspringen opnieuw eremetaal door achter Kostadinova en Tamara Bykova met 1,94 het brons te pakken. Vervolgens trouwde zij in mei van dat jaar met zwemmer Rainer Henkel.

### Eerste internationale titels
Wellicht als gevolg van de recente trouwpartij leed Heike Henkel dat jaar bij de Duitse kampioenschappen een zeldzame nederlaag tegen Andrea Arens, die er juist bij die gelegenheid met 1,98 de hoogste sprong uit haar gehele carrière uitperste. Kort daarna had Henkel zich echter alweer herpakt, want op 10 augustus 1989 sprong zij in Keulen voor het eerst over 2 meter.
Begin 1990 herhaalde zij deze prestatie bij de EK indoor in Glasgow. Ze veroverde er de titel mee, haar eerste internationale. Later dat jaar herhaalde zij deze prestatie bij de EK outdoor. Het was de laatste maal dat West-Duitse en Oost-Duitse atleten gescheiden aantraden voor een internationaal kampioenschapstoernooi. En terwijl de Oost-Duitse Heike Balck niet verder kwam dan een vijfde plaats, versloeg Heike Henkel met haar beste sprong van 1,99 de Joegoslavische Biljana Petrović en de Sovjet-Russische Jelena Jelesina, die beiden op 1,96 bleven steken.
In 1991 zette Heike Henkel haar zegereeks voort. Bij de WK indoor in Sevilla kaapte zij met een sprong van 2,00 de titel voor de neus weg van Tamara Bykova en Heike Balck. Vervolgens kwam zij dat zomerseizoen in Monte Carlo tot een sprong over 2,04, waarmee zij het acht jaar oude Duitse record van Ulrike Meyfarth verbeterde. Vier weken later, bij de WK in Tokio, wist zij zelfs de hoogte van 2,05 te overbruggen, waarmee ze veel te sterk was voor de voltallige concurrentie. Jelena Jelesina bleef met 1,98 nog het dichtst in de buurt. En ook in het Grand Prix circuit kwam zij als overwinnaar uit de bus.

### Olympisch kampioene
Haar grootste prestatie is het winnen van een gouden medaille op de Olympische Spelen van Barcelona in 1992. Henkel versloeg met een sprong van 2,02 de Roemeense Alina Astafei (2,00) en de Cubaanse Ioamnet Quintero. In 1990 werd ze Europees kampioene hoogspringen (in- en outdoor) en een jaar later tevens wereldkampioene (in- en outdoor). Voor het eerst in de historie was een atlete erin geslaagd om bij het hoogspringen in opeenvolgende jaren zowel de olympische, als de beide wereld- en Europese titels op haar naam te schrijven. In 1992 prolongeerde ze haar Europese indoortitel.

### Drie kinderen uit twee huwelijken
Naast atlete is Heike Henkel grafisch ontwerpster en volgt een studie aan de Grafische Hogeschool in Keulen. Van 1989 tot 2001 was ze met Rainer Henkel getrouwd en dit huwelijk bracht twee kinderen. Uit haar volgende huwelijk met ex-tienkamper Paul Meier werd nog een dochter geboren.
Henkel, die tijdens haar actieve atletiekcarrière altijd een voorvechtster is geweest voor zuivere, eerlijke sport, strijdt tegenwoordig namens de Nationale Anti-Doping-Agentur Deutschland (NADA) tegen doping.

## Titels
- Olympisch kampioene hoogspringen - 1992
- Wereldkampioene hoogspringen - 1991
- Wereldkampioene indoorhoogspringen - 1991
- Europees kampioene hoogspringen - 1990
- Europees indoorkampioene hoogspringen - 1990, 1992
- Duits kampioene hoogspringen - 1991, 1992, 1993, 1999
- Duits indoorkampioene hoogspringen - 1991, 1992, 1993, 2000
- West-Duits kampioene hoogspringen - 1984, 1985, 1986, 1987, 1988, 1990
- West-Duits indoorkampioene hoogspringen - 1985, 1986, 1987, 1988, 1989, 1990

## Persoonlijke records
| Onderdeel              | Prestatie          | Datum            | Plaats    |
| ---------------------- | ------------------ | ---------------- | --------- |
| hoogspringen (outdoor) | 2,05 m (ex-NR)     | 31 augustus 1991 | Tokio     |
| hoogspringen (indoor)  | 2,07 m (ex-WR; NR) | 8 februari 1992  | Karlsruhe |

## Palmares

### hoogspringen
- 1981: 5e EJK te Utrecht - 1,84 mm
- 1984: 11e OS - 1,85 m (in kwal. 1,90 m)
- 1986: 6e EK - 1,90 m
- 1987: 5e EK indoor - 1,91 m
- 1987: 6e WK indoor - 1,91 m
- 1987: 6e WK - 1,96 m
- 1987:  Europacup - 1,96 m
- 1988:  EK indoor - 1,97 m
- 1988: 13e in kwal. OS - 1,90 m
- 1989:  WK indoor - 1,94 m
- 1989:  IAAF Grand Prix - 1,95 m
- 1990:  EK indoor - 2,00 m
- 1990:  EK - 1,99 m
- 1991:  WK indoor - 2,00 m
- 1991:  Europacup A - 1,90 m
- 1991:  IAAF Grand Prix - 2,02 m
- 1991:  WK - 2,05 m
- 1992:  EK indoor - 2,02 m
- 1992:  OS - 2,02 m
- 1993:  WK indoor - 2,02 m
- 1993:  Europacup A - 1,96 m
- 1995:  WK indoor - 1,99 m

## Onderscheidingen
- IAAF-atlete van het jaar - 1992

1928: Ethel Catherwood ·
1932: Jean Shiley ·
1936: Ibolya Csák ·
1948: Alice Coachman ·
1952: Esther Brand ·
1956: Mildred McDaniel ·
1960: Iolanda Balaș ·
1964: Iolanda Balaș ·
1968: Miloslava Rezková ·
1972: Ulrike Meyfarth ·
1976: Rosemarie Ackermann ·
1980: Sara Simeoni ·
1984: Ulrike Meyfarth ·
1988: Louise Ritter ·
1992: Heike Henkel ·
1996: Stefka Kostadinova ·
2000: Jelena Jelesina ·
2004: Jelena Slesarenko ·
2008: Tia Hellebaut ·
2012: Anna Tsjitsjerova ·
2016: Ruth Beitia ·
2020: Maria Lasitskene ·
2024: Jaroslava Mahoetsjich
1983 Tamara Bykova ·
1987 Stefka Kostadinova ·
1991 Heike Henkel ·
1993 Ioamnet Quintero ·
1995 Stefka Kostadinova ·
1997 Hanne Haugland ·
1999 Inha Babakova ·
2001 Hestrie Cloete ·
2003 Hestrie Cloete ·
2005 Kajsa Bergqvist ·
2007 Blanka Vlašić ·
2009 Blanka Vlašić ·
2011 Anna Tsjitsjerova ·
2013 Brigetta Barrett ·
2015 Maria Koetsjina ·
2017 Maria Lasitskene ·
2019 Maria Lasitskene ·
2022 Eleanor Patterson ·
2023 Jaroslava Mahoetsjich
- Gemeinsame Normdatei: 1165259877
- World Athletics: 14277985
- Virtual International Authority File: 2743153532504048820001
- WorldCat: E39PBJpV4jR4PTbQTDT6rgFdwC